# 계룡돈대
계룡돈대(鷄龍墩臺)는 인천광역시 강화군 내가면 황청리에 있는 조선시대의 돈대이다. 1995년 3월 1일 인천광역시의 기념물 제22호로 지정되었다.

## 개요
돈대는 적의 움직임을 살피거나 공격에 대비하기 위해서 영토내 접경지역이나 해안지역의 감시가 쉬운 곳에 마련한 초소로, 대개 높은 평지에 쌓아두는데 밖은 성곽으로 높게 하고, 안은 낮게 하여 포를 설치해두는 시설물이다.
망월평야 남서방향의 언덕 위에 자리하고 있는 이 돈대는 바깥벽 측면에 기록이 남아 있으며, 망월돈대와 함께 관아에서 관리하던 돈대이다.
남아 있는 기록에 의해 조선 숙종 5년(1679)에 설치된 것임을 알 수 있는데, 이처럼 돈대의 제작년대에 대한 기록이 남아 있는 것은 보기드문 예이다.

## 현지 안내문
조선 숙종 5년(1679)에 강화유수 윤이제가 황청리 앞 들판 끝자락의 작은 동산에 서해를 바라보게 쌓은 작은 돈대이다. 장방형 화강암으로 길이 30m, 너비 20m, 석축높은 3~5m 규모로 쌓았는데, 동벽 석축 하단에 "강희 18년 4월일 경상도 군위어영(康熙十八年四月日慶尙道軍威禦營)"이라는 글씨가 새겨져 있어 강화지역 53개 돈대 중 유일하게 그 쌓은 연대를 알 수 있다.

## 참고 자료
- 계룡돈대 - 국가유산청 국가유산포털